# Tantric Obstacles
Tantric Obstacles – album studyjny zespołu Ozric Tentacles wydany w 1985 roku. Album nagrany w składzie:
- Ed Wynne - gitara
- Joie Hinton - syntezatory
- Tom Brooks - syntezatory
- Roly Wynne - gitara basowa
- Tig (Nick van Gelder) - perkusja
- Paul Hankin - instrumenty perkusyjne

## Lista utworów
| Nr | Tytuł                  | Długość |
| -- | ---------------------- | ------- |
| 1  | "Og-Ha-Be"             | 4:41    |
| 2  | "Shards of Ice"        | 3:53    |
| 3  | "Sniffing Dog"         | 6:31    |
| 4  | "Music to Gargle At"   | 3:29    |
| 5  | "Ethereal Cereal"      | 2:15    |
| 6  | "Atmosphear"           | 4:32    |
| 7  | "Ullular Gate"         | 4:25    |
| 8  | "Tentacles of Erpmind" | 0:34    |
| 9  | "Trees of Eternity"    | 7:26    |
| 10 | " Mescalito"           | 4:04    |
| 11 | " Odhamshaw Style"     | 1:53    |
| 12 | " Become the Otter"    | 4:59    |
| 13 | " Gnuthlia"            | 5:25    |
| 14 | " Sorry Style"         | 3:46    |
| 15 | " The Aum Shuffle"     | 3:06    |